# 埃塞爾 (阿肯色州)
埃塞爾（英語：Ethel）是位於美國阿肯色州阿肯色縣的一個非建制地區。該地的面積和人口皆未知。

## 地理
埃塞爾的座標為34°17′11″N 91°09′49″W / 34.28639°N 91.16361°W，而該地的平均海拔高度為54米（即177英尺）。